# Hahambaşı
Hahambaşı, auch Chachambaschi (osmanisch خخام باشی Chacham baschi), ist der türkische Titel des Groß- oder Oberrabbiners der Türkei, des Oberhaupts der rund 17.600 Juden des Landes. Der Oberrabbiner hat seinen Sitz in Istanbul. Aufgrund der Geschichte des Osmanischen Reichs gilt die Institution als eine der weltweit wichtigsten ihrer Art.

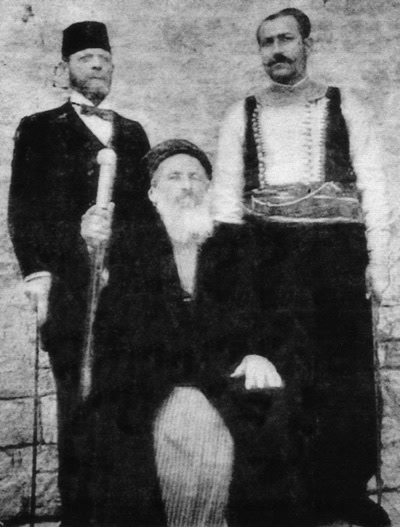
Der Oberrabbiner Jacob Saul Dwek, Chachambaschi von Aleppo, Vilâyet Syrien, 1907.

## Geschichte
Die Institution des Hahambaşı (der Begriff ist zusammengesetzt aus hakham, hebräisch für weise und baschi, türkisch für Haupt) entstand um 1835, als der Rabbi von Istanbul Abraham Levi Pascha von den osmanischen Behörden zum ersten Oberrabbiner des Osmanischen Reiches eingesetzt wurde und so eine ähnliche Stellung wie der griechische und armenische Patriarch erlangte. Nachdem das Millet-System, das zur Kontrolle von religiösen Minderheiten geschaffen wurde, auch auf die jüdische Gemeinschaft ausgeweitet wurde, war das Amt des Hahambaşı geschaffen worden, um eine ähnliche Verwaltungsbasis wie bei den christlichen Minderheiten zu erhalten. Dass die Institution des Hahambaşı auf die Zeit von Sultan Mehmed II. zurückgeht, der nach der Eroberung von Konstantinopel im Jahr 1453 Mose Capsali zum Oberrabbiner erklärt hatte, ist der Mythologie zuzurechnen. Gemäß Bernard Lewis gibt es keinen Anhaltspunkt, dass im 15. oder 16. Jahrhundert irgendeine Art eines Oberrabbinats im Osmanischen Reich bestanden hätte. In der heutigen Forschung wird davon ausgegangen, dass es wohl immer wieder einzelne Rabbiner in den größeren Städten gab, die eine herausragende Stellung gegenüber der Obrigkeit einnahmen. Von einem Oberrabbinat für das gesamte Osmanische Reich kann jedoch erst ab 1835 gesprochen werden.
Motivation zur Neuschaffung einer Oberrabbinerstelle um 1835 waren die osmanischen Reformbemühungen für die Minderheiten, die nach dem Verlust Griechenlands (1832) als nötig erachtet wurden, sowie der Druck Großbritanniens, das auf eine „Emanzipation der Juden“ drängte.
Ziel war es, die ethnisch und kulturell sehr verschiedenen Untertanen so weit wie möglich nach ihren eigenen Gesetzen zu regieren. Da die Religion als wichtige Grundlage der Identität der verschiedenen Gemeinschaften angesehen wurde, wurden ihre religiösen Führer auch als Ethnarchen bezeichnet. Dies trifft außer auf den Hahambaşı auch auf den christlichen Ökumenischen Patriarchen von Konstantinopel zu, und vor allem auf den Großmufti, den obersten islamischen Rechtsgelehrten im Osmanischen Reich, der sogar den Rang eines Ministers bekleidete.
Aufgrund der Größe und geographischen Lage des Reichs, das nicht nur Palästina, die historische Heimat der Juden, sondern auch mehr Diasporagemeinden als jedes andere Land umfasste, wurde der Hahambaşı auch mit dem Exilarchen verglichen, dem Führer der Juden während des Babylonischen Exil und im späteren Perserreich.
Der Hahambaşı hatte während des osmanischen Reichs weitgehende Gesetzgebungs- und Rechtsprechungsgewalt über die Mitglieder seiner Gemeinschaft und direkten Zugang zum Sultan. Per kaiserlichem Dekret (Berât) waren die Aufgaben und Rechte des Hahambaşı geregelt. Es betraf vor allem drei Punkte: erstens religiöse Autorität und Rechtsprechung, zweitens die Repräsentation der Obrigkeit und der Einzug der Steuern, drittens die Erlaubnis, die Thora zu lesen, was gleichbedeutend war mit dem Recht zur Errichtung von Synagogen. An dem neuen Amt entzündete sich innerhalb der jüdischen Gemeinden eine Auseinandersetzung zwischen den Traditionalisten und den reformorientierten Kräften. Die Stellung des Hahambaşı blieb an die dreißig Jahre umstritten. Erst mit der Ernennung der angesehenen Großrabbiner Yacob Avigdor und Yakir Gueron konnte sich das Amt des Hahambaşı konsolidieren.
Die Oberrabbiner der heutigen säkularen Türkischen Republik tragen ebenfalls den Titel Hahambaşı.

## Liste der Hahambaşı im Osmanischen Reich und in der Türkischen Republik seit 1835
(gemäß Encyclopaedia Judaica)
| Abraham Levi Pascha | 1835–1839 |
| Samuel Hayim        | 1839–1841 |
| Moiz Fresko         | 1841–1854 |
| Yacob Avigdor       | 1854–1870 |
| Yakir Geron         | 1870–1872 |
| Moses Levi          | 1872–1909 |
| Chaim Nahum Effendi | 1909–1920 |
| Shabbetai Levi      | 1920–1922 |
| Isaac Ariel         | 1922–1926 |
| Chaim Bejerano      | 1926–1931 |
| Chaim Isaac Saki    | 1931–1940 |
| Rafael David Saban  | 1940–1960 |
| David Asseo         | 1961–2002 |
| Ishak Haleva        | 2002–2025 |

## Liste von bedeutenden Großrabbinern in Konstantinopel vor 1835
(gemäß sephardicstudies.org)
| Eli Capsali              | 1452–1454 |
| Mose Capsali             | 1454–1495 |
| Elijah Mizrachi          | 1497–1526 |
| Mordechai Komitano       | 1526–1542 |
| Tam ben Jahja            | 1542–1543 |
| Eli Rozanes ha-Levi      | 1543      |
| Eli ben Hayim            | 1543–1602 |
| Jehiel Baschan           | 1602–1625 |
| Joseph Mitrani           | 1625–1639 |
| Jomtov Benjaes           | 1639–1642 |
| Jomtov Hananiah Benjakar | 1642–1677 |
| Chaim Kamhi              | 1677–1715 |
| Judah Benrey             | 1715–1717 |
| Samuel Levi              | 1717–1720 |
| Abraham Rozanes          | 1720–1745 |
| Salomon Hayim Alfandari  | 1745–1762 |
| Meir Ishaki              | 1762–1780 |
| Eli Palombo              | 1780–1800 |
| Chaim Jacob Benyakar     | 1800–1835 |